# Christophe Didier
Christoph Didier (Bour, 4 febbraio 1915 – Strasburgo, 24 luglio 1978) è stato un ciclista su strada lussemburghese.
Professionista dal 1938 al 1946, vinse la  Volta Ciclista a Catalunya nel 1940 e  un Tour du Luxembourg.
Corridore adatto alle brevi corse a tappe vide la sua carriera compromessa dallo scoppio della seconda guerra mondiale.
Fu terzo al Tour de Suisse 1939 e primo al Tour de Luxembourg 1941.

## Palmarès
- 1935 (Dilettanti, una vittoria)

Campionati belgi dilettanti, Prova in linea
- 1937 (Dilettanti, una vittoria)

Ronde Wallonne
- 1938 (Individuali, una vittoria)

Campionati belgi individuali, Prova in linea
- 1940 (Alcyon/Olympia, una vittoria)

5ª tappa Volta Ciclista a Catalunya (Lleida → Vielha)
Classifica generale Volta Ciclista a Catalunya
- 1941 (Phänomen, tre vittorie)

1ª prova 3 Jours Esch - Esch-sur-Alzette
Grosser Sachsenpreis
Classifica generale Tour du Luxembourg
- 1942 (Phänomen, una vittoria)

Circuit du Luxembourg
2ª tappa Westmark Rundfahrt
- 1943 (Phänomen, una vittoria)

1ª prova 3 Jours Esch - Esch-sur-Alzette

### Altri successi
- 1941 (Phänomen, una vittoria)

Karl Marx Stadt - Grand Prix de Chemnitz (Criterium)
- 1942 (Phänomen, una vittoria)

???, Inseguimento individuale
- 1943 (Phänomen, due vittorie)

Grand Prix de Dippach (Criterium)
Grand Prix de Hollerich (Criterium)
Prix Wiltz (Criterium)
Prix Breslau, Americana

## Piazzamenti

### Grandi giri
- Tour de France

1938: ritirato (alla 11ª tappa)
1939: 18º
- Giro d'Italia

1940: ritirato (alla 18ª tappa)

### Classiche monumento
- Liegi-Bastogne-Liegi

1939: 50º
1938: 45º

### Competizioni mondiali
- Campionati del mondo su strada

Floreffe 1935 - In linea dilettanti: 15º